# Cathédrale Saint-Joseph-Artisan de La Crosse
Cette  cathédrale n’est pas la seule cathédrale Saint-Joseph.
La cathédrale Saint-Joseph-Artisan est l'église-mère catholique  du diocèse de La Crosse aux États-Unis. Elle est située à La Crosse dans le Wisconsin.

## Histoire
La cathédrale a été construite en 1962 par Edward J. Schulte (en). Son clocher domine le centre-ville de La Crosse.
Plusieurs évêques du diocèse y sont enterrés:
- Kilian Flasch (1881-1891)
- James Schwebach (1892-1921)
- Alexander McGavick (1921-1948)
- John Patrick Treacy (1948-1964), bâtisseur de l'actuelle cathédrale
- Frederick Frecking (1964-1983)
- John Joseph Paul (1983-1994)

## Galerie

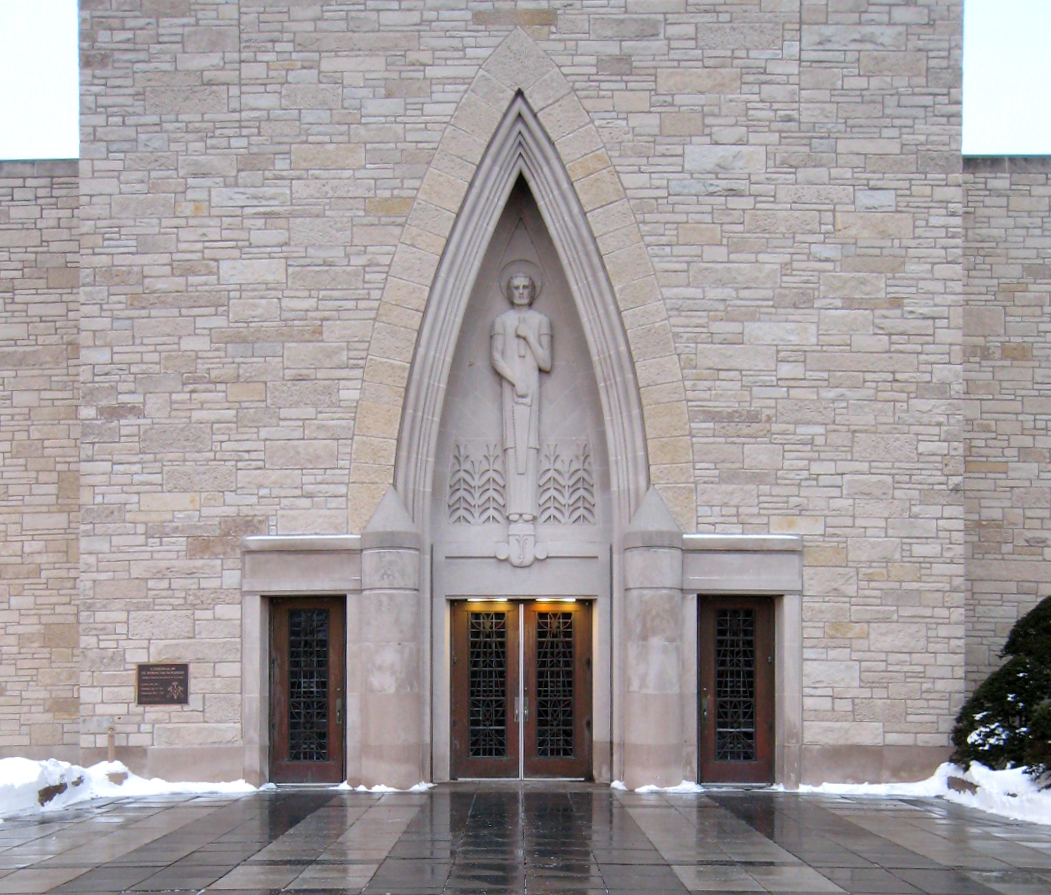
Le portail.
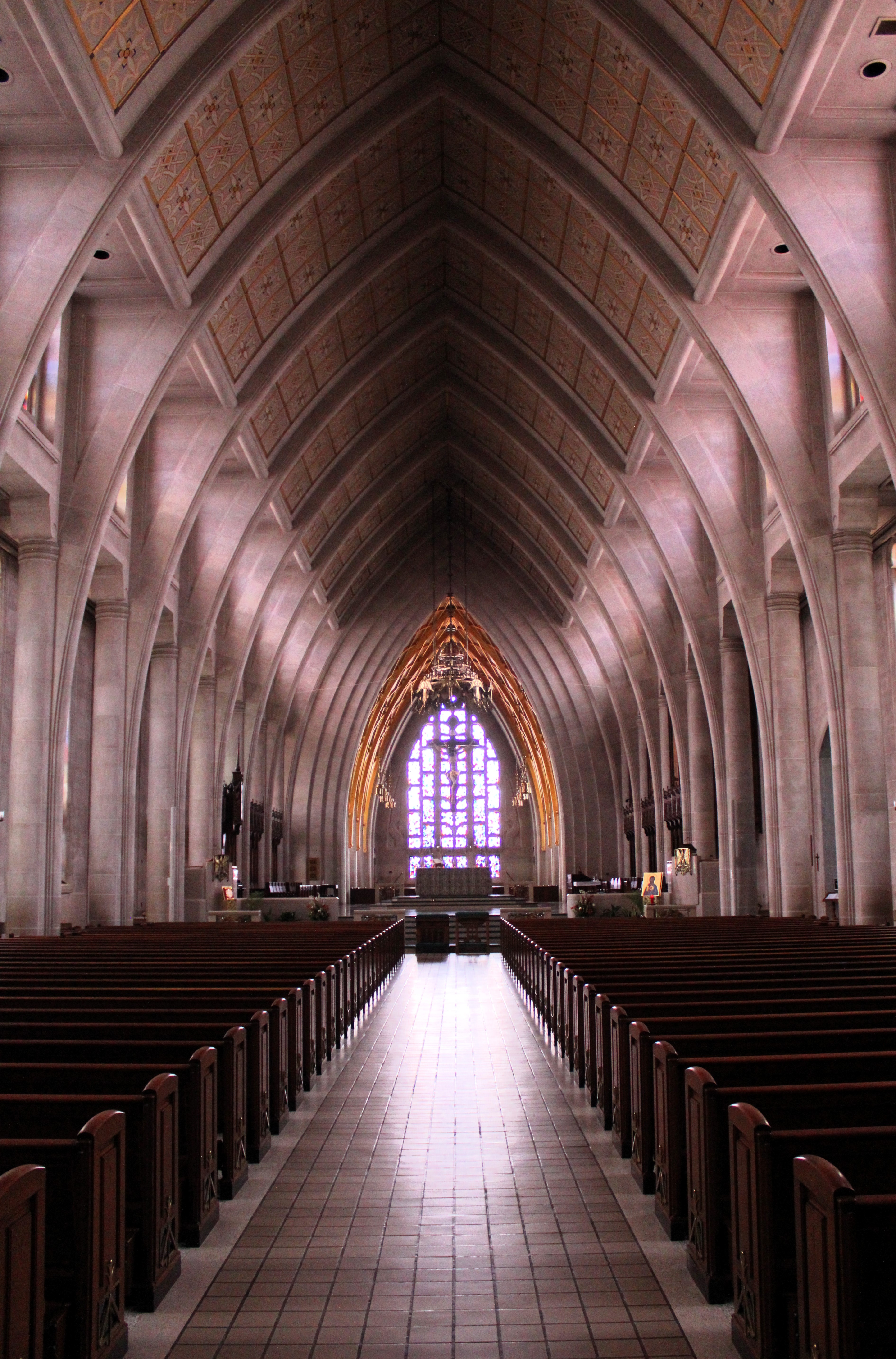
L'intérieur de la cathédrale.

## Source
- (en) Cet article est partiellement ou en totalité issu de l’article de Wikipédia en anglais intitulé « Cathedral of Saint Joseph the Workman » (voir la liste des auteurs).

### Articles liés
- Église catholique aux États-Unis
- Liste des cathédrales des États-Unis